# Attitude Determination and Control System
ADCS (engl. Attitude Determination and Control System) oder AOCS (engl. Attitude and Orbit Control System) ist eine in der Raumfahrttechnik übliche Bezeichnung für das Lage- und Bahnregelungssystem eines Raumfahrzeugs (engl. spacecraft) bzw. Satelliten.
Ein solches System besteht typischerweise aus Sensoren, dem Lagekontrollrechner sowie Aktoren. Beim AOCS kommt meist noch ein GPS-Empfänger oder On-Board-Navigations-System hinzu, was auch die Bestimmung der Orbitposition ermöglicht.

## Strategien zur Lageregelung
Bei den aktiven ADCS/AOCS-Systemen werden unterschieden:
- engl. momentum-bias systems
  - Spinstabilisierte Systeme
  - Drallstabilisierte Systeme
- engl. non-momentum-bias systems
  - 3-Achsen-stabilisierte Systeme.

## Sensoren
Lageregelungssensoren dienen zur Bestimmung der Ausrichtung des Raumfahrzeugs im Raum.
- Absolute Sensoren
  - Sternensensor
  - Sonnensensor
  - Erdsensor
  - Magnetfeldsensor (Magnetometer)
- Inertiale Sensoren
  - Kreisel
  - Beschleunigungssensor

## Aktoren
Lageregelungsaktoren dienen zur Änderung der Ausrichtung des Raumfahrzeugs im Raum.
- Steuerdüsen
- Reaktionsräder (mindestens drei; mehr als drei, falls redundant eingesetzt)
- Drallrad (immer nur eins; höchstens zwei, falls redundant eingesetzt; dient – anders als die anderen Aktoren – nicht zur aktiven Änderung, sondern zur passiven Beibehaltung der Ausrichtung im Raum)
- Magnetspulen
  - Luftspulen (Spulen mit hohlem Innenquerschnitt)
  - Magnettorquer/Torqrods (Spulen mit Eisenkern)